# Messier 102

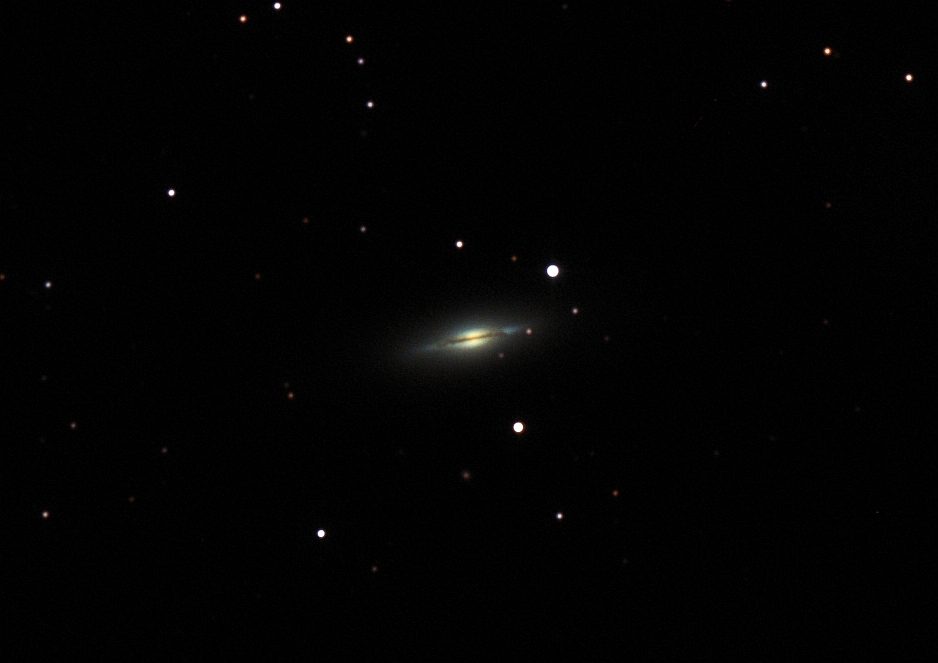
Galaxia NGC 5866, fotografiată cu echipament pentru amatori

Messier 102 este un obiect din Catalogul Messier care nu a putut fi identificat ulterior cu certitudine. Această „nebuloasă” a fost observată de Pierre Méchain în 1781, și introdusă de Charles Messier în catalogul său înainte ca acesta să-l fi putut el însuși observa, transpunând ca atare decrierea pe care Méchain i-o furnizase (așa cum o făcuse și cu M101 și cu M103).
Obiectele care corespund cel mai probabil cu „nebuloasa” observată de Messier sunt galaxiile Messier 101 și NGC 5866.